# Saitidops albopatellus
Saitidops albopatellus là một loài nhện trong họ Salticidae.
Loài này thuộc chi Saitidops. Saitidops albopatellus được Elizabeth Bangs Bryant miêu tả năm 1950.